# Zbornik popa Vasilija zvanog Dragolja
Zbornik popa Vasilija zvanog Dragolja, važan spomenik iz crnogorske srednjovjekovne književnosti iz druge polovice 13. st.
Sadrži prerade pravoslavnih traktata protiv bogumila, te uputstva za njihovo otkirvanje, kao i apokrifne tekstove.
Zbornik je pronađen u Vraki, naselju u okolici Skadra koje je nastanjeno crnogorskim pučanstvom. 
Sada se čuva u Narodnoj biblioteci Srbije u Beogradu.

## Vanjske poveznice
Vojislav P. Nikčević, Bokokotorski srednjevjekovni skriptoriji i njihovi utjecaji (na crnogorskom jeziku)